# Suminka
Suminka – niewielki potok w Polsce, w województwie śląskim, w powiecie raciborskim, w gminie Nędza. Swój początek bierze w pobliżu torowiska niedaleko stacji kolejowej w Nędzy. Biegnie ze wschodu na zachód, wyznaczając północną granicę rezerwatu przyrody Łężczak, a następnie uchodzi do Łęgonia jako jego prawy dopływ.
Nazwę Suminka nosi również w swym górnym biegu struga Sumina.